# Pori (Verwaltungsgemeinschaft)

Lage von Pori

Die Verwaltungsgemeinschaft Pori (finnisch Porin seutukunta) ist eine von drei Verwaltungsgemeinschaften (seutukunta) der finnischen Landschaft Satakunta. 2005 lebten dort 138.615 Menschen.
Neben der namensgebenden Stadt Pori gehören zu der Verwaltungsgemeinschaft die folgenden acht Städte und Gemeinden:
- Harjavalta
- Huittinen
- Kokemäki
- Luvia
- Merikarvia
- Nakkila
- Pomarkku
- Ulvila

Die Gemeinde Merikarvia wechselte am 1. Januar 2004 von der Verwaltungsgemeinschaft Nordsatakunta nach Pori. Dafür verließ Punkalaidun Pori am 1. Januar 2005 und schloss sich Südwestpirkanmaa an. Zum Jahresbeginn 2009 wurde die Gemeinde Vampula in Huittinen eingemeindet.